# Reconnaissance optique de musique

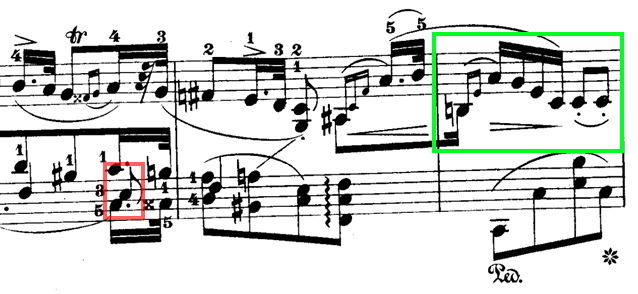
Exemples de difficultés rencontrées pour la reconnaissance optique de partition, ici un extrait du Nocturne Op. 15 de Frédéric Chopin.

La reconnaissance optique de musique (ou ROM), et en anglais Optical Music Recognition (ou OMR) est l'application de techniques de reconnaissance optique de caractères (OCR) aux partitions musicales imprimées, afin de les transformer en fichiers informatiques éditables ou jouables. Une fois capturée sous une forme interne, la musique peut être enregistrée dans les formats de fichiers couramment utilisés, comme MusicXML pour la partition et MIDI pour la lecture.

## Histoire
Les premiers travaux de recherche universitaire sur la reconnaissance des partitions imprimées datent de la fin des années 1960, au  MIT et dans d'autres institutions. Par la suite les efforts se sont concentrés sur la localisation et la suppression des lignes de portée, facilitant la reconnaissance et l'analyse des symboles musicaux. Le premier produit de reconnaissance optique de musique à être commercialisé est MIDISCAN (maintenant SmartScore), édité en 1991 par la société Musitek.

## Principe de fonctionnement
Contrairement à la reconnaissance optique de caractères où les mots sont analysés séquentiellement, la notation musicale comprend des éléments simultanés, comme des voix multiples, et des symboles pouvant indiquer des marques d'expression, non liés aux notes et positionnés à proximité. Par conséquent, la relation spatiale entre les notes, les marques d'expression, les nuances, les articulations et autres notations musicales est une partie importante de l'expression musicale.

## Logiciels

### Logiciels propriétaires
- Capella-scan, édité par Capella Software AG[2]
- SharpEye MusicReader par Fortenotation[3]
- MIDI-Connections Scan par MIDI-Connections[4]
- OMeR (Optical Music easy Reader), add-on pour les logiciels shareware Harmony Assistant et Melody Assistant, édités par Myriad Software[5]
- PhotoScore par Neuratron[6]. La version light de PhotoScore est utilisée dans Sibelius.
- SharpEye par Visiv[7]
- SmartScore par Musitek[8]. Anciennement appelé MIDISCAN. (SmartScore Lite est utilisé dans  Finale).

### Logiciels libres
- Audiveris (dernière version 5.3.1 de juillet 2023[9])

### Logiciels assimilés ROM
PDFtoMUSIC, édité par Myriad, est souvent considéré comme un logiciel de ROM, mais il ne réalise en fait aucune reconnaissance optique de symboles musicaux. Le programme lit simplement les fichiers PDF qui ont été créés par un programme d'édition de partition, et identifie les glyphes musicaux qui ont été saisis directement en tant que caractères d'une police de notation musicale. La reconnaissance optique consiste en fait à déduire ces symboles musicaux à partir de la position des glyphes sur la page du document PDF, et à les assembler dans la partition résultante. Seule la version PRO peut exporter vers un fichier MusicXML, alors que la version standard ne produit qu'un fichier éditable par l'éditeur de partitions de Myriad.